# Довиль
Дови́ль (фр. Deauville) — город и коммуна во Франции, находится в регионе Нормандия, департамент Кальвадос, округ Лизьё, кантон Онфлёр-Довиль. Расположен в 27 км к северу от Лизьё и в 16 км к югу от Гавра, на побережье Ла-Манша, в месте впадения в него реки Тук. Престижный морской курорт. В центре коммуны находится железнодорожная станция Трувиль-Довиль, конечная линий Лизьё–Трувиль-Довиль и Див–Трувиль-Довиль.
Население (2018) — 3 595 человек.

## География
Город расположен в Нормандии, на побережье Ла Манша, в 2 часах езды на поезде или на автомобиле от Парижа.

## История
Довиль был построен в 1859 году специально для того, чтобы парижская знать обрела персональный курорт, где можно было бы принимать морские ванны, не особенно страдая от солнца, и демонстрировать при этом своё богатство, не боясь показаться бестактным. Построил его герцог Шарль де Морни, дальний родственник Наполеона Бонапарта, по совету своей супруги — княгини Софьи Трубецкой.
В 1913 году Коко Шанель открыла здесь свой первый бутик и ввела моду на загар, в 1960-е — Клод Лелюш снял романтический фильм «Мужчина и женщина».
В наши дни Довиль — популярное место отдыха.

## Достопримечательности
- Вилла Страссбургер, построенная в начале XX века по заказу Генри Ротшильда
- Здание мэрии в нео-нормандском стиле
- Казино Довиля
- Многочисленные красивые особняки вдоль набережной и на главных улицах города

## Экономика
Структура занятости населения:
- сельское хозяйство — 0,8 %
- промышленность — 4,4 %
- строительство — 4,5 %
- торговля, транспорт и сфера услуг — 66,9 %
- государственные и муниципальные службы — 23,4 %

Уровень безработицы (2017) — 16,6 % (Франция в целом —  13,4 %, департамент Кальвадос — 12,5 %). 

Среднегодовой доход на 1 человека, евро (2018) — 21 850 (Франция в целом — 21 730, департамент Кальвадос — 21 490).

## Демография
Динамика численности населения, чел.

## Администрация
Пост мэра Довиля с 2001 года занимает член партии Союз демократов и независимых Филипп Ожье (Philippe Augier). На муниципальных выборах 2020 года возглавляемый им центристский список победил в 1-м туре, получив 75,93 % голосов.
| Период | Период | Фамилия         | Партия                                                       | Примечания |
| ------ | ------ | --------------- | ------------------------------------------------------------ | --- |
| 1962   | 1977   | Мишель Д’Орнано | Союз за французскую демократию                               | президент Генерального Совета департамента, президент Регионального совета Верхней Нормандии, депутат Национального собрания Франции, министр (1974-1981) |
| 1977   | 2001   | Анн Д’Орнано    | Союз за французскую демократию                               | президент Генерального Совета департамента |
| 2001   |        | Филипп Ожье     | Союз за французскую демократию Союз демократов и независимых | член Регионального совета Верхней Нормандии |

## Культура и досуг
Прогулки по пляжу вдоль кромки воды всегда были в Довиле светским развлечением. Особого внимания заслуживают здешние пляжные кабины, выдержанные в стиле арт-деко. Многие из них исписаны именами знаменитых кинозвезд — Риты Хейворт, Хамфри Богарта, Ингрид Бергман. А вот купание в море, нечто самой собой разумеющееся сегодня, в 1913 году считалось неприличным. Негласное правило впервые было нарушено Коко Шанель. Именно она и её друг Бой Кейпел стали первыми купальщиками Довиля. Об их «героическом заплыве» газеты тогда написали на первых полосах.
В городе регулярно проводятся конные бега, различные фестивали и выставки.
Наиболее известные — выставка современного искусства (май), парад кабриолетов и престижных автомобилей (май), джаз в Довиле (июль), фестиваль американского кино (сентябрь), ралли старинных автомобилей Париж — Довиль (октябрь), о котором Поль Бланшар написал рассказ, а Жан Деланнуа снял фильм, и другие.
Ипподром Довиля известен как место проведения различных международных соревнований по конному спорту, включая чемпионаты мира по поло, скачкам через препятствия, а также аукционов по продаже лошадей.
Довильское казино, построенное в 1912 году в стиле версальского Трианона, по сей день сохранило свой первоначальный блеск. BlackJack и рулетка, а также современные игровые автоматы и сегодня притягивают к себе немало людей обещаниями фантастических выигрышей.
Ежегодно в Довиль проходит один из этапов EPT (EuropeanPokerTour) — Европейской покерной серии.
Для любителей занятий спортом здесь есть теннис, гольф, конный спорт, стрельба, аэровоздушный спорт, водные виды спорта, фитнес.
Центр талассотерапии «Альготерм» расположен отдельно от гостиниц, в 100 м от отеля «Руаяль» и в 250 м от отеля «Норманди». Он разделён на 5 секций: секция процедур с использованием морской воды, секция рефлексогенных массажей, секция традиционного массажа, секция фитнеса «Акваформ» (зал кардиотренинга, уроки гимнастики и плавания, закрытый бассейн с подогретой морской водой (50 м), сауна, зал отдыха с водяными матрацами, солярий), секция косметических процедур. В косметических кабинетах используется продукция Альготерм.

## Города-побратимы
- Каус, Великобритания
- Айклинген, Германия
- Килдэр, Ирландия
- Лексингтон, США

## Галерея

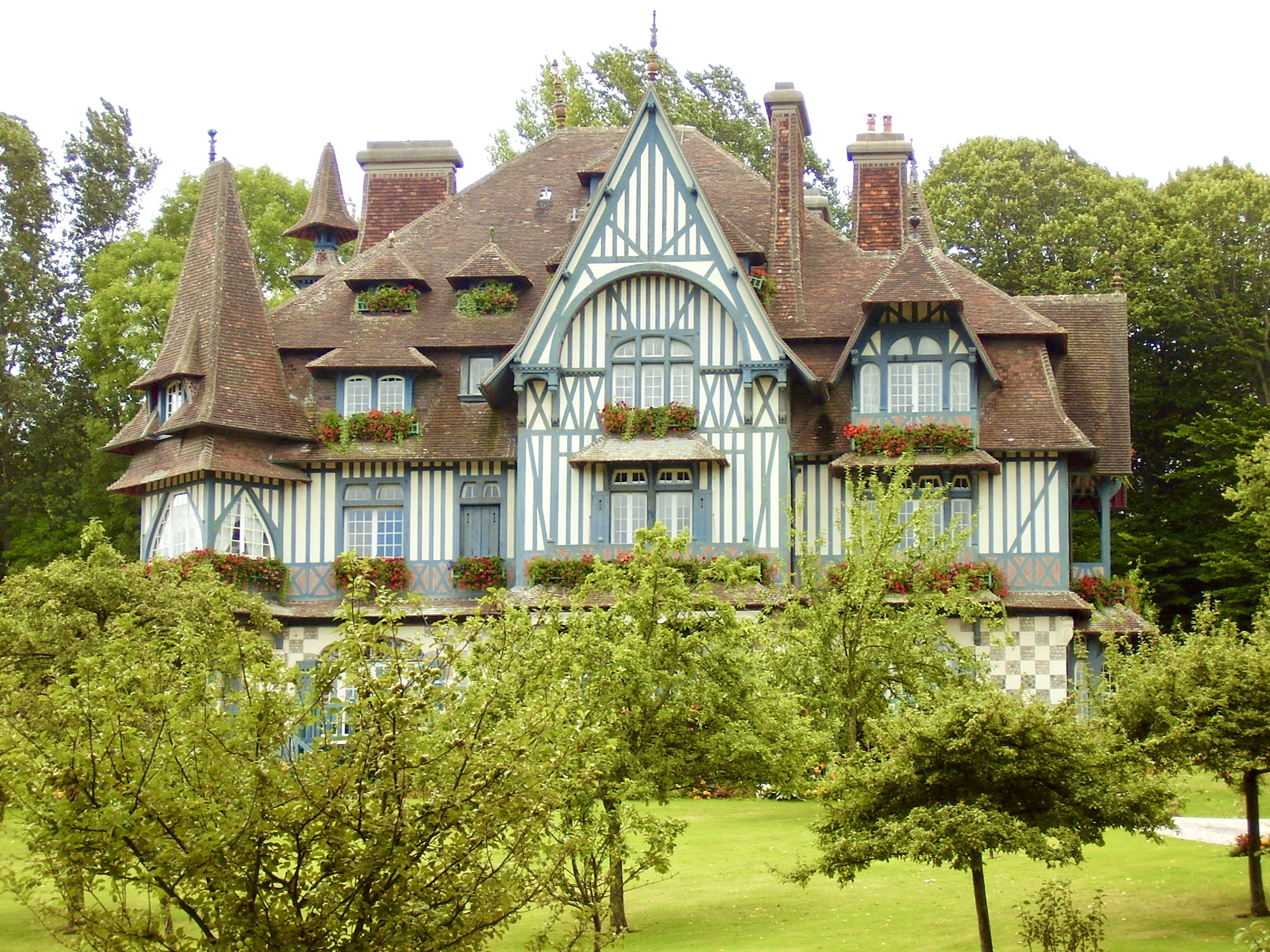
Вилла Страссбургер
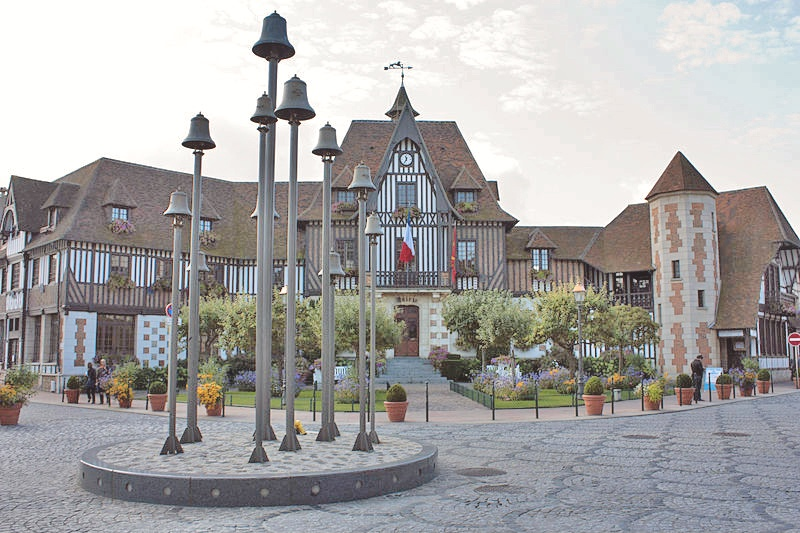
Здание мэрии
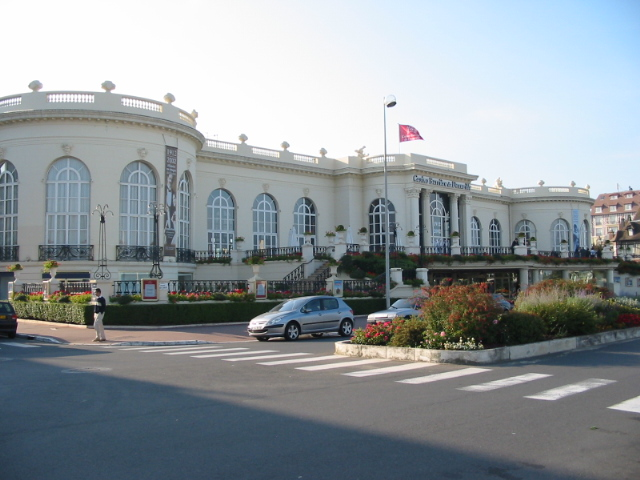
Казино Довиля
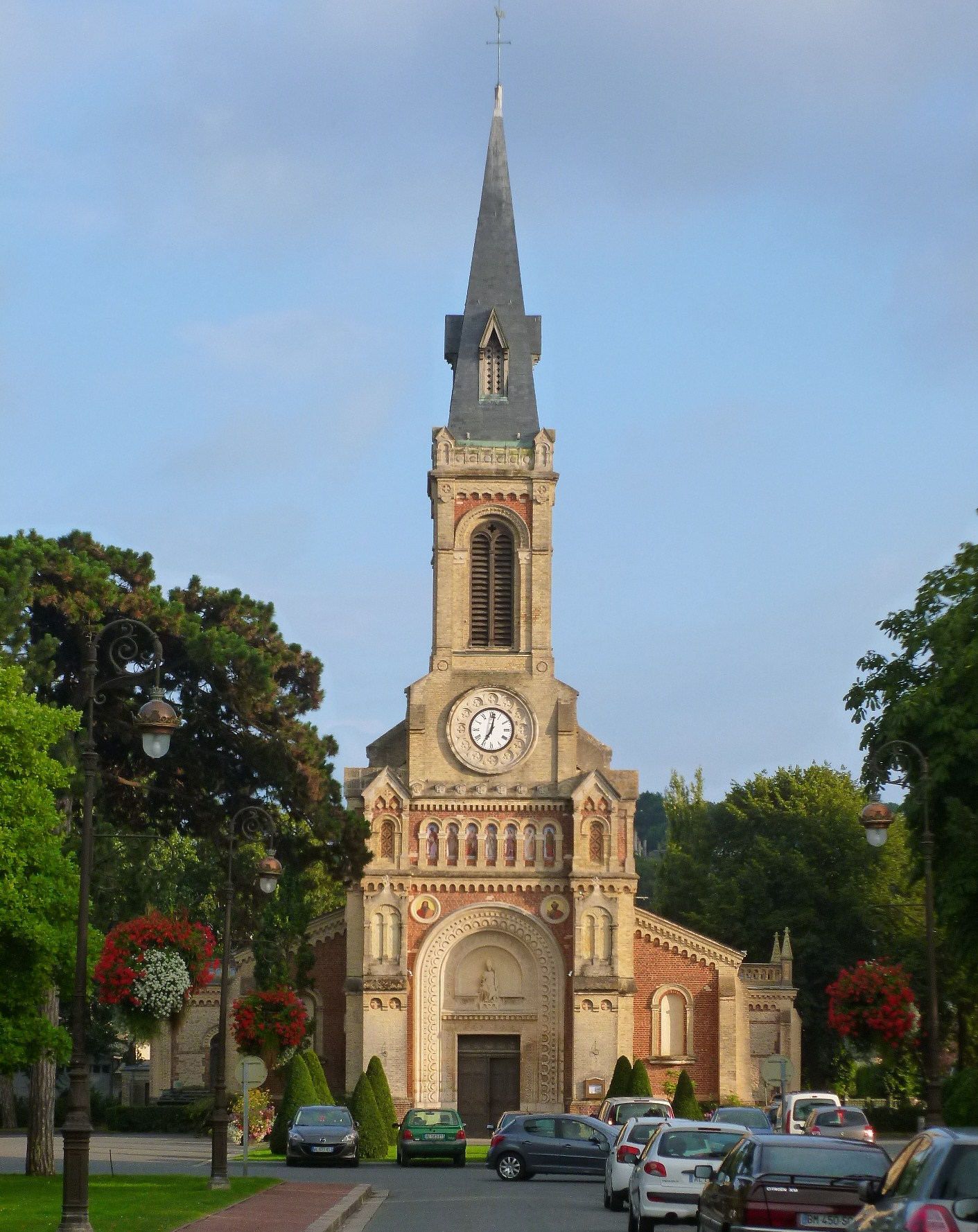
Церковь Святого Августина
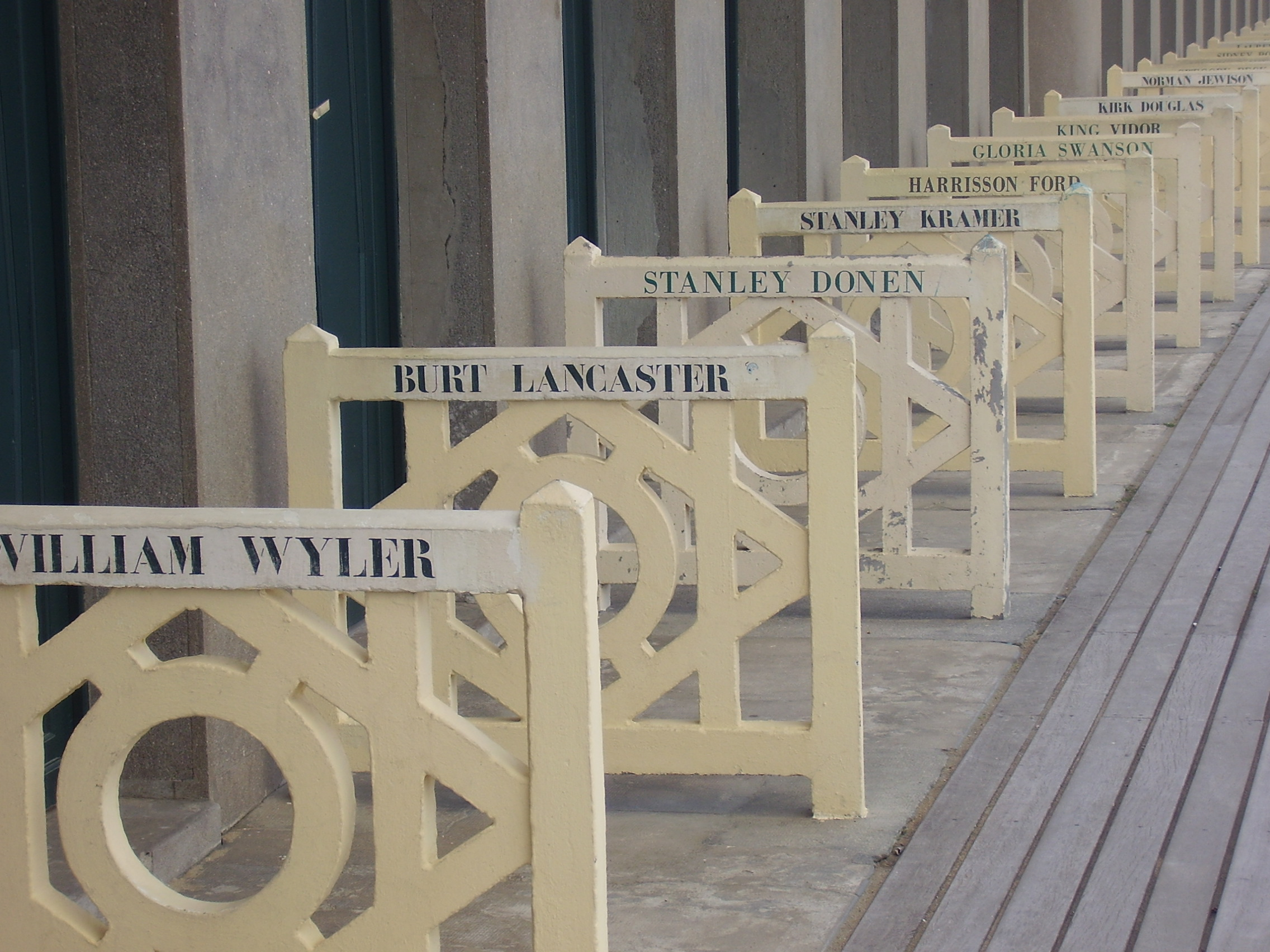
Пляжные кабинки
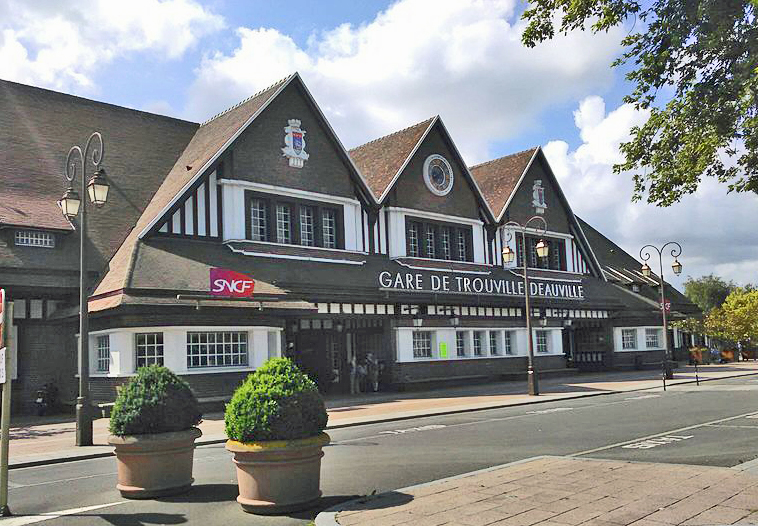
Железнодорожный вокзал